# Cerkiew Narodzenia św. Jana Chrzciciela w Orłowie
Cerkiew pod wezwaniem Narodzenia św. Jana Chrzciciela – prawosławna cerkiew parafialna w Orłowie. Należy do dekanatu Olsztyn diecezji białostocko-gdańskiej Polskiego Autokefalicznego Kościoła Prawosławnego.
Jest to dawny kościół ewangelicki zbudowany w latach 1855–1857. Do 1965 pozostawał w rękach ewangelickich, później został przekazany powstałej wówczas parafii prawosławnej. Pierwsze nabożeństwo prawosławne celebrowano w świątyni 3 września 1965 r.
Budowla salowa w stylu bardzo uproszczonego neogotyku, z pięcioboczną absydą. Nad głównym wejściem niewielka, czworoboczna dzwonnica kryta dwuspadowym dachem ozdobionym niewielką iglicą z krzyżem. Wnętrze przykryte drewnianym stropem wspartym na profilowanych słupach, z drewnianymi emporami po obu stronach nawy, oświetlone dwoma rzędami ostrołukowych okien. Wewnątrz znajduje się współczesny ikonostas, z dawnego wyposażenia ewangelickiego pozostały też ławki i nieużywane organy.
Cerkiew została wpisana do rejestru zabytków 10 marca 1989 pod nr 558.
Parafię obsługuje duchowieństwo prawosławne z Giżycka.